# Liahona (revista)
Liahona (anteriormente conhecida como A Liahona e Tambuli) é uma revista de publicação mensal de A Igreja de Jesus Cristo dos Santos dos Últimos Dias distribuída por meio eletrônico e por assinatura, tanto para membros da Igreja quanto para não membros, no Brasil e em vários outros países. A revista dedica-se a publicar ensinamentos da Primeira Presidência da Igreja e de suas autoridades gerais.
Existe ainda uma seção de notícias, cartas e um suplemento infantil chamado Meu Amigo, publicado em dez das doze edições da revista. Meu Amigo só não é distribuído nos meses em que Liahona publica a transcrição na íntegra da Conferência Geral da Igreja, que acontece normalmente entre abril e outubro e é publicada nos meses consecutivos (maio e novembro).
Antes de 2021, a revista consistia em artigos para crianças, jovens e adultos, todos publicados simultaneamente nas revistas Ensign, New Era e Meu Amigo em inglês, da Igreja. Até a edição de abril de 1995, a versão em inglês da revista era chamada Tambuli; outras versões em diferentes idiomas tinham títulos variados. Desde 1999, todas as línguas adotaram alguma forma do título Liahona.

## Antecedentes
Antes da publicação da revista Liahona, a Igreja comercializou a revista A Gaivota, entre 1948 e 1950. A revista tinha publicações mensais e era dividida em sessões separadas correspondentes às organizações da Igreja, sendo a Sociedade de Socorro para as mulheres, enquanto para os homens ao Sacerdócio. Após a Segunda Guerra Mundial, essa revista foi utilizada no Brasil para divulgar a Igreja e, consequentemente, aumentar o número de seus membros.

## Editores
- Dean L. Larsen (1977–78)
- James E. Faust (1979)
- M. Russell Ballard (1980–84)
- Carlos E. Asay (1985–86)
- Hugh W. Pinnock (1987–89)
- Joe J. Christensen (1994–95)
- Jack H. Goaslind (1996–98)
- Marlin K. Jensen (1999–2000)
- Dennis B. Neuenschwander (2001–04)
- Jay E. Jensen (2005–08)
- Spencer J. Condie (2008–10)
- Paul B. Pieper (2010–12)
- Craig A. Cardon (2012–15)
- Joseph W. Sitati (2015–17)
- Hugo E. Martinez (2017–18)
- Randy D. Funk (2018–22)
- Randall K. Bennett (2022–presente)[3]

## Mudanças no escopo
Em agosto de 2020, a Igreja anunciou que a revista Ensign, New Era e Liahona seriam descontinuadas e substituídas por três novas publicações globais divididas por faixa etária a partir de janeiro de 2021: Liahona (para adultos), Meu Amigo (para crianças de 3 a 11 anos) e Força dos Jovens (para jovens de 12 a 18 anos).

## Publicações anteriores de título semelhante
A Liahona foi um jornal semanal editado por Nephi Anderson, publicado em Independence, Missouri, em 1907. Ele foi unificado com o The Elders' Journal (publicado em Atlanta, Geórgia), formando o Liahona, the Elders' Journal (com sede em Independence), que foi publicado de 1907 a 1942. Ambos os jornais eram focados em notícias e doutrina da Igreja, com reimpressões relevantes.